# Canton de Salernes
Le canton de Salernes est une division administrative française située dans le département du Var et la région Provence-Alpes-Côte d'Azur.

## Géographie
Ce canton est organisé autour de Salernes dans l'arrondissement de Draguignan. Son altitude varie de 177 m (Salernes) à 903 m (Tourtour) pour une altitude moyenne de 424 m.

## Histoire
- De 1833 à 1848, les cantons d'Aups et de Salernes avaient le même conseiller général. Le nombre de conseillers généraux était limité à 30 par département[1].

## Représentation

### Conseillers généraux de 1833 à 2015
| Période | Période          | Identité                               | Étiquette              | Qualité |
| ------- | ---------------- | -------------------------------------- | ---------------------- | --- |
| 1833    | 1848             | voir Canton d'Aups                     |                        | |
| 1848    | 1851 (révoqué)   | Antoine Ignace Renoux (1800-1870)      | Républicain            | Avocat à Aix, propriétaire à Salernes Révoqué, condamné à 5 ans de transportation en Algérie, peine plus tard commuée en cinq ans de bannissement. |
| 1851    | 1853             | Pierre-Véran Marin (1800-1867)         |                        | Chanoine honoraire, aumônier du couvent du Bon Pasteur à Toulon                                                                                    |
| 1853    | 1864             | Henri-Emmanuel Poulle                  | Majorité ministérielle | Premier Président de la Cour Impériale d'Aix-en-Provence Propriétaire à Draguignan (château de Salles), député (1831-1848)                         |
| 1864    | 1864 (décès)     | Alexandre Florentin Bouyer (1805-1864) | Bonapartiste           | Docteur en médecine Maire de Draguignan Ancien conseiller d'arrondissement du canton de Draguignan                                                 |
| 1865    | 1867             | Louis Etienne César Cotte (1789-1874)  |                        | Capitaine d'artillerie en retraite Maire de Villecroze                                                                                             |
| 1867    | 1870             | Joseph Gustave Basset (1817-1891)      |                        | Pharmacien - Maire de Salernes |
| 1870    | 1871             | Grégoire Honnorat Dauphin              |                        | Propriétaire à Salernes |
| 1871    | 1877             | Paul Cotte                             | Républicain            | Fabricant de produits céramiques Ancien Préfet du Var Propriétaire - Maire de Salernes Député (1872-1881)                                          |
| 1877    | 1882 (démission) | Louis Henry Basset (1829-1890)         | Républicain            | Chef d'escadron d'artillerie de marine en retraite à Toulon                                                                                        |
| 1882    | 1889             | Hippolyte Louis Mistre                 | Républicain radical    | Notaire à Salernes |
| 1889    | 1910             | Pierre Blanc                           | Rad.                   | Fabricant de produits céramiques (tomettes) Juge suppléant du juge de paix Maire de Salernes, conseiller d'arrondissement                          |
| 1910    | 1913             | Honoré Franc                           |                        | Agriculteur à Salernes |
| 1913    | 1931             | Gabriel Esbérard (1869-1954)           | Soc.ind.               | Propriétaire d’une petite usine de céramiques Maire de Salernes (1910-1931), juge de paix suppléant                                                |
| 1931    | 1936 (décès)     | Elisée Gailler                         | Soc.ind.               | Maire de Salernes (1931-1936) |
| 1936    | 1940             | Gabriel Lambert                        | Soc.ind.               | Industriel Maire de Salernes Membre de la Commission administrative départementale (1941-1943) Nommé conseiller départemental en 1943              |
|         |                  |                                        |                        | |
| 1945    | 1951             | Henri Roques (1899-1989)               | PCF                    | Cheminot puis cultivateur Maire de Salernes (1944-1953)                                                                                            |
| 1951    | 1958             | Angelin German                         | DVG                    | Député en 1962 de la Première circonscription du Var                                                                                               |
| 1958    | 1970             | Adelin Ferran                          | PCF                    | Maire de Salernes |
| 1970    | 2004             | Raymond Niccoletti                     | PS puis DVG puis DVD   | Maire de Salernes |
| 2004    | 2008             | Claude Laugier                         | SE                     | Retraité Maire de Salernes (2001-2008) |
| 2008    | 2015             | Nicole Fanelli-Emphoux                 | PS                     | Fonctionnaire retraitée Maire de Salernes (2008-2020) conseillère régionale (2004-2008)                                                            |

### Conseillers d'arrondissement (de 1833 à 1940)
| Période                                  | Période | Identité                            | Étiquette         | Qualité |
| ---------------------------------------- | ------- | ----------------------------------- | ----------------- | --- |
| 1833                                     | 1838    | Honoré-Henri-Esprit Giraud          |                   | Président du Tribunal de première instance de Draguignan                                                    |
| 1839                                     | 1840    | Jean-Baptiste-Paulin Ardouin        |                   | Avocat à Salernes                                                                                           |
| 1840                                     | 1848    |                                     |                   | |
| 1848                                     | 1852    | Antoine-Prosper Bernard (1803-1862) |                   | Propriétaire à Salernes                                                                                     |
| 1852                                     | 1855    | Pierre-Antoine Auguste Brun         |                   | Juge de paix à Salernes                                                                                     |
| 1855                                     | 1870    | Jean-Antoine Augier (1817-1891)     |                   | Docteur en médecine à Salernes                                                                              |
| 1871                                     | 1883    | Louis-Adrien Gassin                 |                   | Propriétaire, maire de Villecroze                                                                           |
| 1883                                     | 1889    | Pierre Blanc                        | Républicain       | Maire de Salernes                                                                                           |
| 1889                                     | 1895    | Charles-Fortuné Escolle             |                   | Boucher-charcutier, maire de Villecroze                                                                     |
| 1895                                     |         | François-Joseph Reynier             |                   | Fabricant de poteries, maire de Villecroze                                                                  |
|                                          |         |                                     |                   | |
| 1910                                     | 1919    | Auguste Basset                      | Rad.              | Agriculteur, maire de Tourtour (1919-1940)                                                                  |
| 1919                                     | 1922    | Victor Espitalier                   | DVG puis PC-SFIC  | coiffeur et représentant de commerce, Villecroze                                                            |
| 1922                                     | 1934    | Eugène Escolle                      | proche de la SFIO | Industriel (usine de tomettes), maire de Villecroze                                                         |
| 1934                                     | 1940    | Jules Basset                        | SFIO              | Industriel à Salernes                                                                                       |
| 1940                                     |         |                                     |                   | Les conseils d'arrondissement ont été suspendus par la loi du 12 octobre 1940 et n'ont jamais été réactivés |
| Les données manquantes sont à compléter. |         |                                     |                   | |

## Composition
Le canton de Salernes groupe 3 communes et compte 5 460 habitants (recensement de 2010)  (sans doubles comptes).
| Nom                  | Code Insee | Intercommunalité                          | Superficie (km2) | Population (dernière pop. légale) | Densité (hab./km2) |
| -------------------- | ---------- | ----------------------------------------- | ---------------- | --------------------------------- | ------------------ |
| Salernes (chef-lieu) | 83121      | CA Dracénie Provence Verdon agglomération | 39,30            | 3 851 (2014)                      | 98                 |
| Tourtour             | 83139      | CC Lacs et Gorges du Verdon               | 28,69            | 589 (2014)                        | 21                 |
| Villecroze           | 83149      | CC Lacs et Gorges du Verdon               | 20,68            | 1 399 (2014)                      | 68                 |

## Démographie
| 1962  | 1968  | 1975  | 1982  | 1990  | 1999  | 2006  | 2008  | 2009  |
| ----- | ----- | ----- | ----- | ----- | ----- | ----- | ----- | ----- |
| 3 018 | 3 259 | 3 480 | 4 133 | 4 513 | 4 828 | 5 278 | 5 273 | 5 271 |